# Anton Rodgers
Anthony Rodgers, detto Anton (Londra, 10 gennaio 1933 – Reading, 1º dicembre 2007), è stato un attore e cantante britannico, attivo in campo teatrale, televisivo e cinematografico.
Ha recitato in diversi musical, tra cui The Crooked Mile (Londra, 1959), ... And Another Thing (Londra, 1960), Pickwick (Londra, 1963; Broadway, 1965), Windy City (Londra, 1982) e Chitty, Chitty, Bang, Bang (Londra, 2002). Nel 1979 ha vinto il Laurence Olivier Award al miglior attore protagonista in un musical per il musical Songbook.

## Filmografia

### Cinema
- La tela del ragno (The Spider's Web), regia di Godfrey Grayson (1960)
- La vergine di ferro (The Iron Maiden), regia di Gerald Thomas (1962)
- Gli allegri ammutinati del Bounty (Carry On Jack), regia di Gerald Thomas (1963)
- 8 facce di bronzo (Rotten to the Core), regia di John Boulting (1967)
- L'uomo che uccise se stesso (The Man Who Haunted Himself), regia di Basil Dearden (1970)
- La più bella storia di Dickens (Scrooge), regia di Ronald Neame (1970)
- Il giorno dello sciacallo (The Day of the Jackal), regia di Fred Zinnemann (1973)
- Quarto protocollo (The Fourth Protocol), regia di John Mackenzie (1987)
- Due figli di... (Dirty Rotten Scoundrels), regia di Frank Oz (1988)
- Chopin amore mio (Impromptu), regia di James Lapine (1991)
- Il figlio della Pantera Rosa (Son of the Pink Panther), regia di Blake Edwards (1993)
- Il mercante di Venezia (The Merchant of Venice), regia di Michael Radford (2004)
- Go Go Tales, regia di Abel Ferrara (2007)

### Televisione
- Il prigioniero (The Prisoner) – serie TV, episodio 1x05 (1967)
- Jason King – serie TV, episodi 1x09-1x10 (1971)
- Gli invincibili (The Protectors) – serie TV, episodio 1x08 (1972)
- Zodiac – serie TV, 6 episodi (1974)
- L'ispettore Barnaby (Midsomer Murders) – serie TV, episodio 5x01 (2002)

## Doppiatori italiani
- Renato Cortesi in L'uomo che uccise se stesso
- Giorgio Lopez in Due figli di...
- Michele Kalamera in Il mercante di Venezia